# The Help (Film)
The Help ist die Verfilmung von Kathryn Stocketts gleichnamigem Roman (deutsch: Gute Geister) durch den Regisseur Tate Taylor im Jahr 2011. Das US-amerikanische Drama handelt davon, wie die junge, weiße Journalistin Eugenia „Skeeter“ Phelan in der Südstaatenstadt Jackson (Mississippi) während der Bürgerrechtsbewegung der frühen 1960er Jahre ein Buch über das Leben der schwarzen Haushälterinnen schreibt. In den Hauptrollen des Films sind Emma Stone, Viola Davis, Octavia Spencer, Bryce Dallas Howard und Jessica Chastain zu sehen.

## Handlung
Die Handlung spielt im Jahr 1963. Erzählerin ist Aibileen Clark, eine afroamerikanische Hausangestellte in Jackson, Mississippi. Sie arbeitet für die Prominente Elizabeth Leefolt und zieht deren zweijährige Tochter Mae Mobley groß, die Elizabeth emotional vernachlässigt. Aibileens beste Freundin, Minny Jackson, arbeitet derweil für Mrs. Walters und ihre manipulative Tochter Hilly Holbrook, welche die Frauengruppe anführt.
Elizabeths und Hillys gemeinsame Freundin Eugenia „Skeeter“ Phelan ist eine aufstrebende Schriftstellerin und ledige Absolventin der Ole Miss, die von einem New Yorker Verlag abgelehnt wurde. Nachdem sie sich vor Ort einen Job als Autorin einer Hauswirtschaftskolumne gesichert hat, wird sie sich zunehmend des systemischen Rassismus in der Stadt und der erniedrigenden Behandlung von Dienstmädchen bewusst, einschließlich Hillys Beharren auf der Installation separater Toiletten, eine Praxis, die sie in der Bauordnung verankern möchte. 
Skeeters Mutter Charlotte teilt ihr mit, Constantine, das Dienstmädchen der Familie, habe gekündigt. Skeeter glaubt ihrer Mutter nicht und beschließt, ein Buch mit Interviews mit den Dienstmädchen zu schreiben, um Licht auf deren Erfahrungen und Umstände zu werfen.
Minny wird bald von Hilly gefeuert, weil sie während eines Tornados, der mehrere Todesopfer fordert, die Toilette im Haus benutzt hat. Hilly macht Minny aus Rachsucht arbeitslos, indem sie anderen Hausfrauen erzählt, Minny  habe sie bestohlen. Damit zwingt sie auch Minnys Tochter, die noch im Teenageralter ist, die Schule zu verlassen und einen Job als Dienstmädchen anzunehmen, um die Familie über Wasser zu halten. Aibileen hört, dass Celia Foote, eine von der Frauengesellschaft geächtete Hausfrau, ein Dienstmädchen suche. Celia, die mit einem großen, geerbten Haus in Madison und begrenzten Kochkenntnissen zu kämpfen hat, stellt Minny dankbar ein. Ihrem Ehemann Johnny, Hillys früherem Liebesinteresse, erzählt sie davon nichts. Celia erleidet bald darauf eine Fehlgeburt und verrät Minny, dass sie nach ihrer Schwangerschaft mit Johnny verlobt war und dann eine Fehlgeburt hatte. Celia und Minny besprechen Hillys Eifersucht auf Celia und ihre unerwiderte Liebe zu Johnny. Celia kümmert sich um ein blaues Auge, das Minnys gewalttätiger Ehemann dieser zugefügt hat.
Aibileen stimmt Skeeters Interview nach einer dynamischen Predigt ihres Pastors zu, ebenso wie Minny. Elaine Stein, Skeeters Redakteurin bei Harper & Row, sagt ihr, sie brauche mehr als zwei Dienstmädchengeschichten, um ein Buch zu schreiben und veröffentlichen zu können. Das stellt Skeeter vor Probleme, weil die Angst vor gewaltsamer Vergeltung oder dem Verlust des Arbeitsplatzes andere Dienstmädchen davon abhält, sich zu melden. Aibileen erzählt Skeeter von ihrem Kampf mit dem Tod ihres einzigen Sohnes, der nach einem Arbeitsunfall an der fahrlässigen Pflege seines Vorarbeiters starb.  Skeeter schreibt unterdessen nur langsam einen Artikel im Newsletter der Junior League über die „getrennten, aber gleichen“ Toiletten für Hilly, die dies mehrfach von ihr gefordert hat, und verursacht stattdessen einen Druckfehler, der Hilly in Verlegenheit bringt.
Hilly weigert sich, ihrer neuen Magd, Yule May Davis, Geld vorzuschießen. Diese bat sie um 75 Dollar, um mit dem Geld ihre Zwillingssöhne auf das Tougaloo College schicken zu können. Yule May entdeckt kurze Zeit später einen verlorenen Ring unter einem Sofa, verpfändet ihn und wird kurz darauf gewaltsam verhaftet, nachdem Hilly sie angezeigt hat.  Dieser Vorfall und die Ermordung von Medgar Evers inspirieren weitere Dienstmädchen, Skeeter ihre Geschichten zu erzählen.
Skeeter, Aibileen und Minny befürchten, dass die Geschichten der Dienstmädchen erkannt werden. Minny enthüllt nun endlich als eine Absicherung das „furchtbare Schreckliche“, das sie bisher zu verraten nicht bereit war: Nach ihrer Kündigung brachte Minny Hilly ihren berühmten Schokoladenkuchen, erklärte aber – nachdem Hilly zwei Stücke aufgegessen hatte –, dass sie ihre eigenen Exkremente darin gebacken habe; später zwang Hilly ihre Mutter in ein Pflegeheim, weil diese sie während des Vorfalls ausgelacht hatte.
Skeeter stellt ihre Mutter wegen Constantines Weggang zur Rede. Charlotte gesteht, dass sie während eines Mittagessens der Daughters of America, das sie in ihrem Haus abhielt, Constantine gefeuert hat, weil Constantines Tochter Rachel ihrem Befehl, das Haus durch die Küche zu betreten, nicht Folge geleistet hatte. Constantine zog daraufhin mit gebrochenem Herzen nach Chicago, wo sie später starb. Als Skeeter das erfährt, bricht sie in Tränen aus und rennt aus dem Raum.
Das Buch namens „The Help“ wird anonym veröffentlicht und sowohl von schwarzen als auch weißen Gemeinden in Jackson eifrig gelesen. Skeeter teilt den Erlös unter den Dienstmädchen auf, die damit jeweils den Gegenwert von mehreren Wochenlöhnen erhalten, und sagt: „Es wird noch mehr kommen“. Skeeters Freund Stuart erschließt sich, dass sie das Buch geschrieben haben muss, und trennt sich von ihr, weil er sich daran stört. Minny verrät Celia das „furchtbare Schreckliche“, die daraufhin einen Scheck für einen Zweck der Junior League schreibt, ausgestellt auf „Two Slice Hilly“.  Hilly gerät zunehmend in Panik, fährt zu Skeeter nach Hause und droht, Skeeter wegen Verleumdung zu verklagen, macht jedoch einen Rückzieher, als Skeeter sie daran erinnert, dass sie dafür die Kuchengeschichte öffentlich zugeben müsste. Charlotte greift ein und zeigt, dass sie über das „furchtbare Schreckliche“ Bescheid weiß, und befiehlt Hilly, das Grundstück zu verlassen. Skeeter und ihre Mutter versöhnen sich.
Als Minny vom Einkaufen zu Celia zurückkehrt, wird sie von deren Ehemann Johnny angesprochen. Er legt offen, dass er weiß, dass sie in seinem Haus gearbeitet hat. Minny gerät in Panik, weil sie von Johnny Schlimmes befürchtet, und muss beruhigt werden. Johnny versichert ihr später, dass sie aufgrund ihres Mitgefühls für Celia und wegen ihrer hervorragenden Küche einen dauerhaften sicheren Arbeitsplatz hat. Das Versprechen einer festen Anstellung ermöglicht es Minny und ihren Kindern, ihren missbräuchlichen Ehemann zu verlassen. Mitglieder der Kirche von Aibileen ehren sie für ihre Führungsrolle bei der Veröffentlichung, und Stadtbewohner signieren Bücher für Skeeter und Aibileen. Minny und Aibileen ermutigen Skeeter, ein Jobangebot in New York anzunehmen, weil sie durch die Veröffentlichung des Buches Brücken niedergerissen hat.
Aus Rache drängt Hilly Elizabeth, Aibileen zu feuern, und behauptet, sie habe Besteck gestohlen.  Aibileen stellt sich Hilly, die unter Tränen davonstürmt, und Elizabeth entlässt Aibileen.  Aibileen verabschiedet sich von Mae und fleht Elizabeth an, ihre Tochter zu lieben. Als sie die tränenreiche Reaktion ihrer Tochter auf „Aibies“ Weggang sieht, weint Elizabeth. Aibileen verlässt das Haus, denkt über die Ereignisse nach, zieht sich von der Hausarbeit zurück und plant ihre Zukunft als Schriftstellerin.

## Synchronisation
Der Film wurde bei der FFS Film- und Fernseh-Synchron in Berlin vertont. Marianne Groß schrieb das Dialogbuch und führte die Dialogregie.
| Rolle                    | Schauspieler        | Synchronsprecher   |
| ------------------------ | ------------------- | ------------------ |
| Eugenia „Skeeter“ Phelan | Emma Stone          | Anja Stadlober     |
| Aibileen Clark           | Viola Davis         | Sandra Schwittau   |
| Hilly Holbrook           | Bryce Dallas Howard | Manja Doering      |
| Minny Jackson            | Octavia Spencer     | Martina Treger     |
| Celia Foote              | Jessica Chastain    | Nana Spier         |
| Charlotte Phelan         | Allison Janney      | Karin Buchholz     |
| Robert Phelan            | Brian Kerwin        | Frank-Otto Schenk  |
| Mrs. Walters             | Sissy Spacek        | Susanna Bonasewicz |
| Stuart Whitworth         | Chris Lowell        | Sebastian Schulz   |
| Johnny Foote             | Mike Vogel          | Alexander Doering  |
| Yule Mae Davis           | Aunjanue Ellis      | Cathrin Vaessen    |
| Constantine Bates        | Cicely Tyson        | Almut Eggert       |
| Jolene French            | Anna Camp           | Sarah Riedel       |
| Elain Stein              | Mary Steenburgen    | Cornelia Meinhardt |
| Elizabeth Leefolt        | Ahna O’Reilly       | Berenice Weichert  |

## Kritiken
„Als bonbonfarbenes Feel-Good-Movie lebt The Help von seinen Schauspielerinnen (großartig: Octavia Spencer als Minny) und bunten Details: dem facettenreichen Südstaaten-Dialekt mit seinen langgezogenen Vokalen, den Sixties-Frisuren, bedruckten Seidenkleidern und häuslichen Alltagsbeobachtungen. Dabei funktioniert The Help wie eine nostalgische Mischung aus Die Frauen, Wer die Nachtigall stört, Mad Men und Grüne Tomaten. Trotz der zweieinhalb Stunden Laufzeit entwickelt der Film einen beachtlichen erzählerischen Sog, der nicht zuletzt Regisseur Taylors gekonntem Einsatz von melodramatischen Genrekonventionen geschuldet ist: Die Trennlinie zwischen Gut und Böse ist klar gezogen, und selbst die billigsten Pointen sind gut platziert. […] Als Film über Rassismus und die unsichtbaren Privilegien des Weißseins vergeudet The Help jedoch sein Potential. […] Die Charaktere von Aibileen und Minny bleiben moralisch aufrichtige, aber eindimensionale Klischeefiguren, die als passive Stichwortgeber fungieren. Sie sind Katalysatoren für die Transformation der schillernden weißen Hauptfiguren, denen Taylors eigentliches Interesse gilt.“

„Tatsächlich erweist sich Emma Stone als eine der talentiertesten Schauspielerinnen ihrer Generation, die hiermit auch im ernsten Fach überzeugt und eine Nominierung wohl verdient hätte. Was allerdings in den USA gern als Autorenkino durchgeht, wirkt auf uns Europäer manchmal etwas zu naiv. So ist auch hier die Story das eine oder anderemal zu klischeehaft geraten. Zudem fehlen häufig Grautöne, da gibt es gute und böse Figuren – und bei deren Charakterisierung wurde schon mal der Holzhammer ausgepackt. Hintergründige Subtilität ist jedenfalls nicht die Stärke des Films. Was leider dazu führt, dass The Help seine Zuschauer über weite Strecken unberührt lässt. […] Gut gemeinter Film über ein dunkles Kapitel der amerikanischen Gesellschaft.“

„Doch es ist kein zweiter Mississippi Burning (Regie: Alan Parker, 1988), in dem es um die Aufklärung der kaltblütigen Ermordung von drei farbigen Bürgerrechtlern im Jahre 1964 geht. The Help ist mehr Zickenkrieg als Geschichte des Grauens, mehr Melancholie als Aufklärung, mehr Hochglanz als Tristesse. Wo sind die elenden Hütten, die Slums, die Dritte Welt mitten im amerikanischen Wirtschaftsaufschwung und Wohlstand? Ein Stück mangelnde Authentizität muss man dem Film schon anlasten. Dem Film hätte es gut getan, die Handlung stärker zu verdichten und die äußere Fassade etwas mehr auseinander bröckeln zu lassen. The Help ist ein klassisches Hollywood-Produkt, in dem das Gute über das Böse siegt und der Plot sehr vorhersehbar ist. Und trotzdem hat Tate Taylor ein großes Mitgefühl für seine Figuren entwickelt, das sich auf den Zuschauer überträgt. Man hofft für sie das Beste und leidet mit ihnen von der ersten Minute an. Für die einen wünscht man sich die Hölle, für die anderen den Himmel. Viel schlauer kommt man am Ende nicht heraus.“

„The Help ist recht konventionelles, handwerklich ausgereiftes Erzählkino, das von herausragenden schauspielerischen Leistungen und einem gefühlvollen Soundtrack getragen wird, sich filmisch aber in erster Linie durch ein atmosphärisches Production Design auszeichnet. Die palastartigen Villen der weißen Arbeitgeber/innen stehen im größtmöglichen Gegensatz zu den tristen Behausungen der afroamerikanischen Bevölkerung. Über weite Strecken schwelgt der Ausstattungsfilm in der Farbenpracht der Südstaaten, wie man sie aus vielen Filmen kennt. […] Über zweieinhalb Stunden entfaltet sich das wuchtige Panorama einer Epoche, deren Konflikte bis heute nachwirken.“

## Auszeichnungen
- 2011: Hollywood Film Award für das beste Schauspielensemble und Hollywood Breakthrough Award für Jessica Chastain
- 2011: National Board of Review, Award für das beste Schauspielensemble
- 2011: New York Film Critics Circle Award in der Kategorie Beste Nebendarstellerin für Jessica Chastain
- 2012: Broadcast Film Critics Association, Award in den Kategorien Haupt- und Nebendarstellerin für Viola Davis und Octavia Spencer
- 2012: British Academy Film Award in der Kategorie Beste Nebendarstellerin für Octavia Spencer
  - weitere Nominierungen: bester Film, beste Hauptdarstellerin (Viola Davis), beste Nebendarstellerin (Jessica Chastain), bestes adaptiertes Drehbuch
- 2012: Golden Globe Award in der Kategorie Beste Nebendarstellerin für Octavia Spencer
  - weitere Nominierungen: bester Film – Drama, beste Hauptdarstellerin – Drama (Viola Davis), beste Nebendarstellerin (Jessica Chastain), bester Filmsong („The Living Proof“)
- 2012: Oscar in der Kategorie Beste Nebendarstellerin für Octavia Spencer
  - weitere Nominierungen: bester Film, beste Hauptdarstellerin (Viola Davis), beste Nebendarstellerin (Jessica Chastain)

Die Deutsche Film- und Medienbewertung FBW in Wiesbaden verlieh dem Film das Prädikat besonders wertvoll.

## Unterschiede zum Roman
| Roman | Film                                                                               |
| --- | ---------------------------------------------------------------------------------- |
| Minny Jackson wird arbeitslos, weil sie nicht für Hilly arbeiten möchte                                              | Minny Jackson wird entlassen, weil sie vorhat, die Innentoilette zu benutzen       |
| Constantines Tochter heißt Lula Bell, sie ist weiß                                                                   | Constantines Tochter heißt Rachel, sie ist schwarz.                                |
| Johnny Foote trifft Minny eher zufällig bei sich zu Hause arbeitend an, beide verschweigen diese Begegnung vor Celia | Celia beichtet ihrem Mann, dass sie ein Hausmädchen angestellt hat                 |
| Aibileen arbeitet am Ende des Romans als Autorin für die Zeitung und schreibt eine Haushaltskolumne                  | Im Film ist Aibileen am Ende arbeitslos, sie deutet an, Schriftstellerin zu werden |